# Wilde ridderspoor
De wilde ridderspoor (Consolida regalis, synoniem: Delphinium consolida) is een eenjarige plant die behoort tot de ranonkelfamilie (Ranunculaceae). Het is een plant van matig voedselrijke, kalkhoudende, vochtige, zandige klei: de soort komt daar voor tussen het wintergraan. De plant komt van nature voor in West-Azië en Europa. In Nederland komt de plant alleen nog voor in Zuid-Limburg en wordt vaak verward met verwilderde riddersporen, maar is daarvan te onderscheiden door de kale kokervrucht. De soort staat op de Nederlandse Rode lijst van planten als zeer zeldzaam en zeer sterk in aantal afgenomen. Deze plant is in Nederlandwettelijk beschermd sinds 1 januari 2017 door de Wet Natuurbescherming.
De plant wordt 15–50 cm hoog en heeft een behaarde stengel. De 1–5 cm lange bladeren bestaan uit lijnvormige slippen.
De wilde ridderspoor bloeit van juni tot augustus met meestal licht paarse, 2 cm grote bloemen. De vijf kelkbladen hebben dezelfde kleur als de kroonbladen. Het bovenste kelkblad heeft een 1,2-2,5 cm lang spoor. Alle lijnvormige schutbladen zijn ongedeeld. De bloeiwijze is een tros.
De vrucht is een meestal kale kokervrucht. De zaden zijn giftig.